# Cena Izvestijí 1979
Třináctý ročník Ceny Izvestijí se konal od 16. do 21. 12. 1979 v Moskvě. Zúčastnilo se pět reprezentačních mužstev, která se utkala jednokolovým systémem každý s každým.

## Výsledky a tabulka
|    |         | SSSR          | ČSSR           | FIN    | SWE     | CAN    | V | R | P | Skóre | B |
| 1. | SSSR    | Sovětský svaz | 3:2            | 6:3    | 5:1     | 5:2    | 4 | 0 | 0 | 19:8  | 8 |
| 2. | ČSSR    | 2:3           | Československo | 4:4    | 6:1     | 10:1   | 2 | 1 | 1 | 22:9  | 5 |
| 3. | Finsko  | 3:6           | 4:4            | Finsko | 4:2     | 0:0    | 1 | 2 | 1 | 11:12 | 4 |
| 4. | Švédsko | 1:5           | 1:6            | 2:4    | Švédsko | 7:2    | 1 | 0 | 3 | 11:17 | 2 |
| 5. | Kanada  | 2:5           | 1:10           | 0:0    | 2:7     | Kanada | 0 | 1 | 3 | 5:22  | 1 |

 SSSR -  Švédsko 5:1 (0:1, 3:0, 2:0)
16. prosince 1979 - Moskva

Branky SSSR: 23. Helmuts Balderis, 28. Viktor Žluktov, 33. Boris Michajlov, 46. Alexandr Malcev, 52. Alexander Golikov.

Branky Švédska: 13. Jan Lundström

Rozhodčí: Mike Noeth (CAN) – Jurij Smirnov (URS), Anatolij Barinov (URS)

Vyloučení: 2:5 (využití 1:0, v oslabení 1:0)
SSSR: Vladislav Treťjak – Sergej Babinov, Vjačeslav Fetisov, Valerij Vasiljev, Sergej Starikov, Zinetula Biljaletdinov, Vasilij Pěrvuchin, Alexej Kasatonov, Vladimír Lutčenko – Boris Michajlov, Vladimir Petrov, Valerij Charlamov – Sergej Makarov, Viktor Žluktov, Helmuts Balderis – Alexandr Malcev, Vladimir Golikov, Alexander Golikov – Vladimir Lavrentěv, Sergej Kapustin, Jurij Lebeděv.
Švédsko: Pelle Lindberg – Göran Lindblom, Peter Helander, Mats Waltin, Jan Eriksson, Thomas Eriksson, Ulf Weinstock, Torbjörn Andersson, Rolf Berglund – Per Lundqvist, Lars Mohlin, Bo Berglund – Dan Söderström, Ove Karlsson, Jörgen Pettersson – Mats Näslund, Lars-Gunnar Lundberg, Peter Wallin – Jan Lundström, Lennart Norberg, Anders Steen.
 Československo -  Kanada 10:1 (5:1, 1:0, 4:0)
16. prosince 1979 - Moskva

Branky a nahrávky Československa: 0:44 Marián Šťastný (Peter Šťastný), 1:36 František Černík, 11:55 Anton Šťastný (Peter Šťastný), 13:44 Jiří Novák, 17:30 Jiří Bubla (Vladimír Martinec), 37:21 Bohuslav Ebermann (Vladimír Martinec), 41:41 Vincent Lukáč (František Černík), 49:43 Bohuslav Ebermann (Vladimír Martinec), 51:31 Milan Nový (František Černík), 58:47 Jiří Novák (Vladimír Martinec).

Branky a nahrávky Kanady: 5:37 John Devaney (Randy Gregg).

Rozhodčí: Viktor Dombrovskij (URS) – Anatolij Jegorov (URS), Igor Prusov (URS)

Vyloučení: 3:6 (využití 1:0)
ČSSR: Jiří Králík – Jiří Bubla, Jan Zajíček, František Kaberle, Miroslav Dvořák, Milan Chalupa, Radoslav Svoboda – Marián Šťastný, Peter Šťastný, Anton Šťastný – Vincent Lukáč, Milan Nový, František Černík - Vladimír Martinec, Jiří Novák, Bohuslav Ebermann – Miroslav Fryčer, Ladislav Svozil, Jaroslav Pouzar.
Kanada: Tim Bernhardt – Randy Gregg, Warren Andersson, Dennis Owchar, David Logan, Rick Hampton, Richard Mulhern, Dale Tallon, Tim Turkiewicz – David Hindmarch, John Devaney, Kevin Primeau – Chuck Arnason, Steve Tambellini, Dave Gardner – Dan D‘Alvise, Doug Morrison, Stelio Zupancich – Cary Farelli, Wayne Dillon, Geoff Shaw.
 Československo -  Finsko 4:4 (1:3, 2:0, 1:1)
17. prosince 1979 - Moskva

Branky a nahrávky Československa: 6:11 Miroslav Fryčer (Ladislav Svozil), 20:26 Bohuslav Ebermann (Marián Šťastný), 30:11 Jan Neliba (František Černík), 45:56 Bohuslav Ebermann.

Branky a nahrávky Finska: 6:05 Jukka Koskilahti (Markku Hakulinen), 15:53 Markku Kiimalainen (Pertti Lehtonen), 19:32 Hannu Haapalainen, 56:53 Tapio Koskinen (Jorma Sevon).

Rozhodčí: Dag Olsson (SWE) – Stefan Enciu (ROM), Anatolij Jegorov (URS)

Vyloučení: 4:2 (využití 1:1)
ČSSR: Jaromír Šindel (21. Jiří Králík) – Jiří Bubla, Jan Zajíček, Milan Chalupa, Radoslav Svoboda, František Kaberle, Jan Neliba, Arnold Kadlec, Miroslav Dvořák – Marián Šťastný, Peter Šťastný, Anton Šťastný – Vladimír Martinec, Jiří Novák, Bohuslav Ebermann – Vincent Lukáč, Milan Nový, František Černík – Miroslav Fryčer, Ladislav Svozil, Jaroslav Pouzar.
Finsko: Jorma Valtonen – Seppo Suoraniemi, Hannu Haapalainen, Tapio Levo, Lasse Litma, Pertti Lehtonen, Raimo Hirvonen, Kari Eloranta, Olli Saarinen – Jukka Porvari, Markku Kiimalainen, Mikko Leinonen – Reijo Leppänen, Markku Hakulinen, Jukka Koskilahti – Timo Susi, Tapio Koskinen, Jorma Sevon – Erkki Laine, Hannu Koskinen, Reima Pullinen.
 Švédsko -  Kanada 7:2 (0:0, 5:1, 2:1)
17. prosince 1979 - Moskva

Branky Švédska: 22. Ove Karlsson, 24. Lars Mohlin, 28. Dan Söderström, 28. Thomas Eriksson, 40. Per Lundqvist, 44. Per Lundqvist, 47. Per Lundqvist 

Branky Kanady: 40. Steve Tambellini, 49. Kevin Primeau

Rozhodčí: Pertti Juhola (FIN) – Alexander Fedosejev (URS), Anatolij Barinov (URS)

Vyloučení: 7:11 (využití 1:1)
Švédsko: Wille Löfqvist – Peter Helander, Göran Lindbolm, Mats Waltin, Jan Eriksson, Thomas Eriksson, Ulf Weinstock, Torbjörn Andersson, Rolf Berglund – Per Lundqvist, Lars Mohlin, Bo Berglund – Dan Söderström, Ove Karlsson, Jörgen Pettersson – Mats Näslund, Lars-Gunnar Lundberg, Peter Wallin – Jan Lundström, Lennart Norberg, Anders Steen.
Kanada: Richard St. Croix – Dale Tallon, Tim Turkewicz, Dennis Owchar, David Logan, Rick Hampton, Richard Mulhern, Randy Gregg, Warren Anderson - Doug Morrison, Wayne Dillon, Geoff Shaw - Chuck Arnason, Steve Tambellini, Dave Gardner - Cary Farelli, Dan D‘Alvise, Stelio Zupancich – David Hindmarch, John Devaney, Kevin Primeau.
 SSSR -  Finsko 6:3 (1:1, 1:1, 4:1)
18. prosince 1979 - Moskva

Branky SSSR: 3. Sergej Makarov, 35. Valerij Charlamov, 41. Vjačeslav Fetisov, 42. Helmuts Balderis, 57. Sergej Babinov, 57. Sergej Makarov

Branky Finska: 8. Timo Susi, 31. Jukka Koskilahti, 49. Kari Eloranta.

Rozhodčí: Dag Olsson (SWE) – Igor Prusov (URS), Anatolij Jegorov (URS)

Vyloučení: 3:2 (využití 1:1)
SSSR: Vladimir Myškin – Vjačeslav Fetisov, Sergej Babinov, Valerij Vasiljev, Sergej Starikov, Zinetula Biljaletdinov, Vasilij Pěrvuchin, Alexej Kasatonov, Vladimír Lutčenko – Boris Michajlov, Vladimir Petrov, Valerij Charlamov – Sergej Makarov, Viktor Žluktov, Helmuts Balderis – Alexandr Malcev, Vladimir Golikov, Alexander Golikov – Vladimir Lavrentěv, Sergej Kapustin, Jurij Lebeděv.
Finsko: Antero Kivelä – Seppo Suoraniemi, Hannu Haapalainen, Tapio Levo, Lasse Litma, Pertti Lehtonen, Raimo Hirvonen, Kari Eloranta, Olli Saarinen – Jukka Porvari, Markku Kiimalainen, Mikko Leinonen – Reijo Leppänen, Markku Hakulinen, Jukka Koskilahti – Timo Susi, Tapio Koskinen, Jorma Sevon – Erkki Laine, Hannu Koskinen, Reima Pullinen.
 Československo -  Švédsko 6:1 (3:0, 3:1, 0:0)
19. prosince 1979 - Moskva

Branky a nahrávky Československa: 5:29 František Kaberle (Milan Nový), 5:37 Vladimír Martinec, 8:49 Jiří Novák (Bohuslav Ebermann), 26:16 Jaroslav Pouzar, 37:15 Vladimír Martinec, 38:55 Vladimír Martinec (Jiří Novák).

Branky a nahrávky Švédska: 35:12 Peter Wallin (Ulf Weinstock).

Rozhodčí: Pertti Juhola (FIN) – Alexander Fedosejev (URS), Stefan Enciu (ROM)

Vyloučení: 1:3 (využití 0:0)
ČSSR: Jiří Králík – Jiří Bubla, Jan Zajíček, Milan Chalupa, Radoslav Svoboda, František Kaberle, Jan Neliba – Vladimír Martinec, Jiří Novák, Bohuslav Ebermann – Marián Šťastný, Peter Šťastný, Anton Šťastný – Vincent Lukáč, Milan Nový, František Černík – Ladislav Svozil, Jaroslav Pouzar.
Švédsko: Wille Löfqvist – Mats Waltin, Jan Eriksson, Thomas Eriksson, Ulf Weinstock, Torbjörn Andersson, Rolf Berglund, Peter Helander, Göran Lindbolm – Dan Söderström, Ove Karlsson, Jörgen Pettersson – Mats Näslund, Lars-Gunnar Lundberg, Peter Wallin – Per Lundqvist, Lars Mohlin, Bo Berglund – Jan Lundström, Lennart Norberg, Anders Steen.
 SSSR -  Kanada 5:2 (1:0, 2:1, 2:1)
19. prosince 1979 - Moskva

Branky SSSR: 2. Viktor Žluktov, 32. Valerij Vasiljev, 34. Vladimir Petrov, 41. Boris Michajlov, 49. Alexander Golikov 

Branky Kanady: 27. Wayne Dillon, 3:2 41. Chuck Arnason

Rozhodčí: Vladimir Šubrt (TCH) – Igor Prusov (URS), Anatolij Jegorov (URS)

Vyloučení: 6:6 (využití 1:1) navíc Dale Tallon na 10 minut.
SSSR: Vladimir Myškin – Vjačeslav Fetisov, Sergej Babinov, Sergej Starikov, Valerij Vasiljev, Zinetula Biljaletdinov, Vasilij Pěrvuchin, Alexej Kasatonov, Vladimír Lutčenko – Boris Michajlov, Vladimir Petrov, Valerij Charlamov – Sergej Makarov, Viktor Žluktov, Helmuts Balderis – Alexandr Malcev, Vladimir Golikov, Alexander Golikov – Vladimir Lavrentěv, Sergej Kapustin, Jurij Lebeděv.
Kanada: Tim Bernhardt – Randy Gregg, Warren Anderson, Dale Tallon, David Logan, Dennis Owchar, Tim Turkewicz, Rick Hampton, Richard Mulhern – David Hindmarch, John Devaney, Kevin Primeau – Geoff Shaw, Dan D‘Alvise, Stelio Zupancich – Chuck Arnason, Steve Tambellini, Dave Gardner – Doug Morrison, Cary Farelli, Wayne Dillon.
 Švédsko -  Finsko 2:4 (1:1, 0:1, 1:2)
20. prosince 1979 - Moskva

Branky Švédska: 6. Dan Söderström, 48. Peter Helander 

Branky Finska: 18. Mikko Leinonen, 36. Tapio Levo, 45. Seppo Suoraniemi, 58. Hannu Koskinen

Rozhodčí: Vladimír Šubrt (TCH) – Jurij Smirnov (URS), Anatolij Barinov (URS)

Vyloučení: 5:6 (využití 1:1)
Švédsko: Pelle Lindberg – Peter Helander, Göran Lindbolm, Mats Waltin, Jan Eriksson, Thomas Eriksson, Ulf Weinstock – Per Lundqvist, Lars Mohlin, Bo Berglund – Dan Söderström, Anders Steen, Lennart Norberg – Mats Näslund, Peter Wallin, Lars-Gunnar Lundberg – Ove Karlsson, Jörgen Pettersson.
Finsko: Jorma Valtonen – Seppo Suoraniemi, Hannu Haapalainen, Kari Eloranta, Olli Saarinen, Tapio Levo, Lasse Litma, Pertti Lehtonen, Raimo Hirvonen – Jukka Porvari, Markku Kiimalainen, Mikko Leinonen – Erkki Laine, Hannu Koskinen, Reima Pullinen – Reijo Leppänen, Markku Hakulinen, Jukka Koskilahti – Timo Susi, Tapio Koskinen, Jorma Sevon.
 Československo -  SSSR 2:3 (2:2, 0:1, 0:0)
21. prosince 1979 - Moskva

Branky a nahrávky Československa: 5:53 Vladimír Martinec (Jaroslav Pouzar), 11:32 Anton Šťastný (Marián Šťastný).

Branky a nahrávky SSSR: 6:15 Helmuts Balderis (Sergej Makarov, Viktor Žluktov), 16:40 Valerij Charlamov (Vjačeslav Fetisov, Vladimir Petrov), 32:03 Alexander Golikov.

Rozhodčí: Mike Noeth (CAN) – Jurij Smirnov (URS), Anatolij Barinov (URS)

Vyloučení: 8:6 (využití 0:1) navíc Jaroslav Pouzar a Viktor Žluktov na 5 min.
ČSSR: Šindel – Jiří Bubla, Jan Zajíček, Milan Chalupa, Radoslav Svoboda, Arnold Kadlec, Miroslav Dvořák, František Kaberle, Jan Neliba – Vladimír Martinec, Jiří Novák, Bohuslav Ebermann – Marián Šťastný, Peter Šťastný, Anton Šťastný – Vincent Lukáč, Milan Nový, František Černík – Ladislav Svozil, Jaroslav Pouzar.
SSSR: Vladislav Treťjak – Vasilij Pěrvuchin, Vjačeslav Fetisov, Valerij Vasiljev, Sergej Starikov, Alexej Kasatonov, Vladimír Lutčenko, Zinetula Biljaletdinov – Boris Michajlov, Vladimir Petrov, Valerij Charlamov – Sergej Makarov, Viktor Žluktov, Helmuts Balderis – Alexandr Malcev, Vladimir Golikov, Alexander Golikov – Vladimir Lavrentěv, Sergej Kapustin, Jurij Lebeděv.
 Kanada -  Finsko 0:0
21. prosince 1979 - Moskva

Rozhodčí: Viktor Dombrovskij (URS) – Stefan Enciu (ROM), Alexander Fedosejev (URS)

Vyloučení: 3:1 (využití 0:0)
Kanada: Richard St. Croix – Randy Gregg, Warren Anderson, Rick Hampton, Richard Mulhern, Dale Tallon, Tim Turkewicz, David Logan – David Hindmarch, John Devaney, Kevin Primeau – Geoff Shaw, Dan D‘Alvise, Stelio Zupancich – Chuck Arnason, Steve Tambellini, Dave Gardner – Doug Morrison, Cary Farelli, Wayne Dillon.
Finsko: Antero Kivelä – Seppo Suoraniemi, Hannu Haapalainen, Kari Eloranta, Olli Saarinen, Tapio Levo, Lasse Litma, Pertti Lehtonen, Juha Tuohimaa – Reijo Leppänen, Markku Hakulinen, Jukka Koskilahti – Timo Susi, Tapio Koskinen, Jorma Sevon – Jukka Porvari, Markku Kiimalainen, Mikko Leinonen – Erkki Laine, Hannu Koskinen, Reima Pullinen.

## Statistiky

### Nejlepší hráči
| Brankář | Antero Kivelä     |
| Obránce | Vasilij Pervuchin |
| Útočník | Vladimír Martinec |

### Kanadské bodování
| Poř. | Kanadské bodování | Branky | Přihrávky | Body |
| ---- | ----------------- | ------ | --------- | ---- |
| 1.   | Vladimír Martinec | 4      | 4         | 8    |
| 2.   | Bohuslav Ebermann | 4      | 1         | 5    |
| 3.   | Helmuts Balderis  | 3      | 2         | 5    |
| 3.   | Jiří Novák        | 3      | 2         | 5    |
| 5.   | Sergej Makarov    | 2      | 3         | 5    |